# Ванат, Иван
Иван Ванат (словац. Ivan Vanat; 13 августа 1926 — 17 июля 2015) — словацкий историк и педагог. Доктор философии (1968), действительный член историко-философской секции Научного общества имени Тараса Шевченко (1992).
Родился 13 августа 1926 года в селе Вышна Писана (ныне район Свидник Прешовского края Словакии) в крестьянской семье. Окончил Прешовскую греко-католическую учительскую семинарию (1947) и Братиславский университет им. Я. Коменского (1958). Основные этапы трудовой деятельности: учитель Мальцевской школы (1947-48), директор Виравской школы (1948-51), работник Прешовского отдела образования Комитета народной культуры (1951—1953), заведующий кабинета истории Прешовского института усовершенствования квалификации учителей (1958—1990). Кроме того, по совместительству — сотрудник исследовательского института педагогики (1970—1974) и преподаватель Прешовского педагогического факультета (1969—1975). Кандидатскую диссертацию защитил на тему: «Украинский вопрос в Словакии» (1969). 
Ванат — автор более 100 научных, научно-методических и публицистических работ, в том числе двухтомной монографии «Очерки новейшей истории украинцев Восточной Словакии. 1918—1948» (Прешов, 1979—1985). Отдельные публикации Ваната посвящены проблемам освобождения ЧСР в годы Второй мировой войны, в частности участию украинцев Закарпатья и Восточной Словакии в боевых действиях, обмена (оптации) населения между Чехословакией и СССР весной 1947 года, состоянию и перспективам развития украинских школ в Словакии в послевоенный период и другим.
Член редколлегий украиноязычных периодических словацких изданий — «Нове життя», «Дружно вперед» и «Дукля» (1969—1990); член Музейного совета Музея украинской культуры в городе Свидник и редколлегии его «Научного сборника»; один из основателей Культурного союза украинских трудящихся (1954), заместитель председателя его правления (1969—1990).
Умер 17 июля 2015 года в Прешове.